# Charles Stanislas Marion
Pour les articles homonymes, voir Marion.
Charles Stanislas Marion, né le 7 mai 1758 à Charmes (Vosges) et mort le 7 septembre 1812 lors de la bataille de la Moskowa, est un général français de la Révolution et de l’Empire.

## Biographie
Il entre au service, en décembre 1776, dans le régiment du Roi-Infanterie, caporal en 1780. Il reçoit son congé de grâce en 1789.
Le jour même où il recevait son congé, il est incorporé dans la garde nationale de Charmes, où il est nommé caporal, sergent et capitaine dans la même journée. Il y sert jusqu'au 23 août 1791, époque à laquelle il passe comme capitaine dans le 4e bataillon de volontaires des Vosges, incorporé plus tard dans la 21e demi-brigade bis d'infanterie légère. Il effectue, avec ce corps, les campagnes de 1792, 1793, ans II, III et IV, à l'armée du Rhin, et est blessé d'un coup de sabre au bras droit le 30 mars 1793, au combat de Rheinturckeim.
Il devient chef de bataillon en l'an IV, lors de l'amalgame du 4e bataillon de volontaires des Vosges dans la 21e demi-brigade bis d'infanterie légère. Prisonnier de guerre à Mannheim le Ier frimaire suivant, il est rendu à la liberté au mois de prairial de la même année.
Maintenu en l'an V, dans son grade de chef de bataillon lors de l'incorporation de la 21e demi-brigade bis d'infanterie légère, dans la 21e demi-brigade légère, il fait, à l'armée d'Italie, les guerres de l'an V à l'an IX, et passe le 11 floréal an V, chef de bataillon à la suite de la 93e demi-brigade d'infanterie de ligne, par ordre du général en chef Napoléon Bonaparte. Il se trouve le 6 germinal an VII, à la bataille qui eut lieu devant Vérone, sur la hauteur entre Bussolengo et la Corone (it).
Chargé par le général Delmas d'enlever trois redoutes défendues par 1 300 hommes et une nombreuse artillerie, il s'empare des deux premières avant le lever du soleil. Il se porte ensuite à la troisième, mais l'ennemi est sur ses gardes et a fait ses dispositions de défense. La victoire est longtemps disputée. Trois fois les grenadiers français et leur intrépide chef reviennent à la charge, trois fois ils sont repoussés. Enfin, une quatrième charge est exécutée, la redoute tombe au pouvoir des Français. Cette action sanglante, dans laquelle les français ont 11 officiers sur 24, et 200 grenadiers hors de combat, coûte à l'ennemi un grand nombre de tués et blessés, 1 000 prisonniers, toute son artillerie et deux drapeaux.
Vers le soir de la même journée, et à la hauteur du pont de l'Adige, avec 100 hommes seulement, il fait mettre bas les armes à une colonne de 700 Autrichiens, qui se dirige sur ce point.
Le 20 floréal suivant, au combat de San-Giuliano, Marion a un cheval tué sous lui ; le 23, lors de la retraite de 7 à 8 000 Russes qui avaient passé le Pô, sous Valence, il rallie ses troupes qui se sont battues toute la journée en tirailleurs, et marche en colonne serrée contre les Russes, qu'il poursuit avec tant d'acharnement et de célérité jusqu'au Pô, près de Bassignana, qu'il les force de se jeter dans la rivière, ou plus de 1 500 se noient en la traversant. Deux pièces de canon et tous leurs bagages tombent au pouvoir des Français.
Le 1er messidor, à la bataille de La Trébie, où il commande la 93e en l'absence du chef, il se trouve cerné de toutes parts en soutenant la retraite de la division à laquelle il appartient. Sa position est critique et ne lui laisse d'autre alternative que de mettre bas les armes ou de se frayer un passage de vive force ; prenant aussitôt son parti, il ordonne la charge. L'attaque est vive, la résistance opiniâtre ; il y a de part et d'autre beaucoup de tués et de blessés; mais il parvient à se frayer un chemin à travers des bataillons ennemis et à rejoindre le gros de l'armée.
Deux jours après cette glorieuse retraite, la division dont la 93e faisait partie doit opérer un mouvement. Pendant cinq heures, le commandant Marion, séparé de l'armée, demeure avec un seul bataillon en présence de l'ennemi. Le succès couronne son audace ; il contient l'ennemi sur tous les points, et exécute sa retraite avec tant de bonheur qu'il parvient non seulement à tirer le bataillon du mauvais pas où il est engagé, mais encore à faire essuyer à l'ennemi une grande perte : 300 Russes restent sur le champ de bataille.
À la bataille de Novi, le général en chef le nomme chef de brigade de la 93e sur le champ de bataille. Confirmé dans son grade par arrêté du premier Consul du 12 frimaire an VIII, il est fait prisonnier au fort de Savone le 26 du même mois.
Rentré en France après la paix, il fait partie en l'an X, du corps d'observation de la Gironde, et va tenir garnison à Périgueux pendant l'an XI. Passé comme colonel au 24e régiment d'infanterie légère en l'an XII, il est nommé membre de la Légion d'honneur le 19 frimaire, devient officier le 25 prairial suivant, et est employé au camp de Saint-Omer pendant les ans XII et XIII.
Général de brigade le 2 fructidor de cette dernière année (20 août 1805), il est appelé au commandement du département des Pyrénées-Orientales le 28 juin 1808 et créé baron de l'Empire le 9 septembre 1810.
Il fait la campagne d'Allemagne avec la division Saint-Hilaire au 2e corps de la Grande Armée, est employé au camp de Boulogne ; est nommé commandant de la Légion d'honneur le 2 septembre 1812, et périt glorieusement le 7 du même mois sur le champ de bataille de la Moskowa à la tête de la 2e brigade de la 10e division du 3e corps.
Son nom est inscrit sur le côté Est de l'arc de triomphe de l'Étoile.

## Récapitulatif

### Titres
- 1er Baron Marion et de l'Empire (accordé par décret du 15 août 1809 et lettres patentes signées à Saint-Cloud le 9 septembre 1810)[4],[5] ;
- Donataire[5] :
  - En Hanovre (revenus : 4 000 fr.) par décret impérial du 15 août 1809.

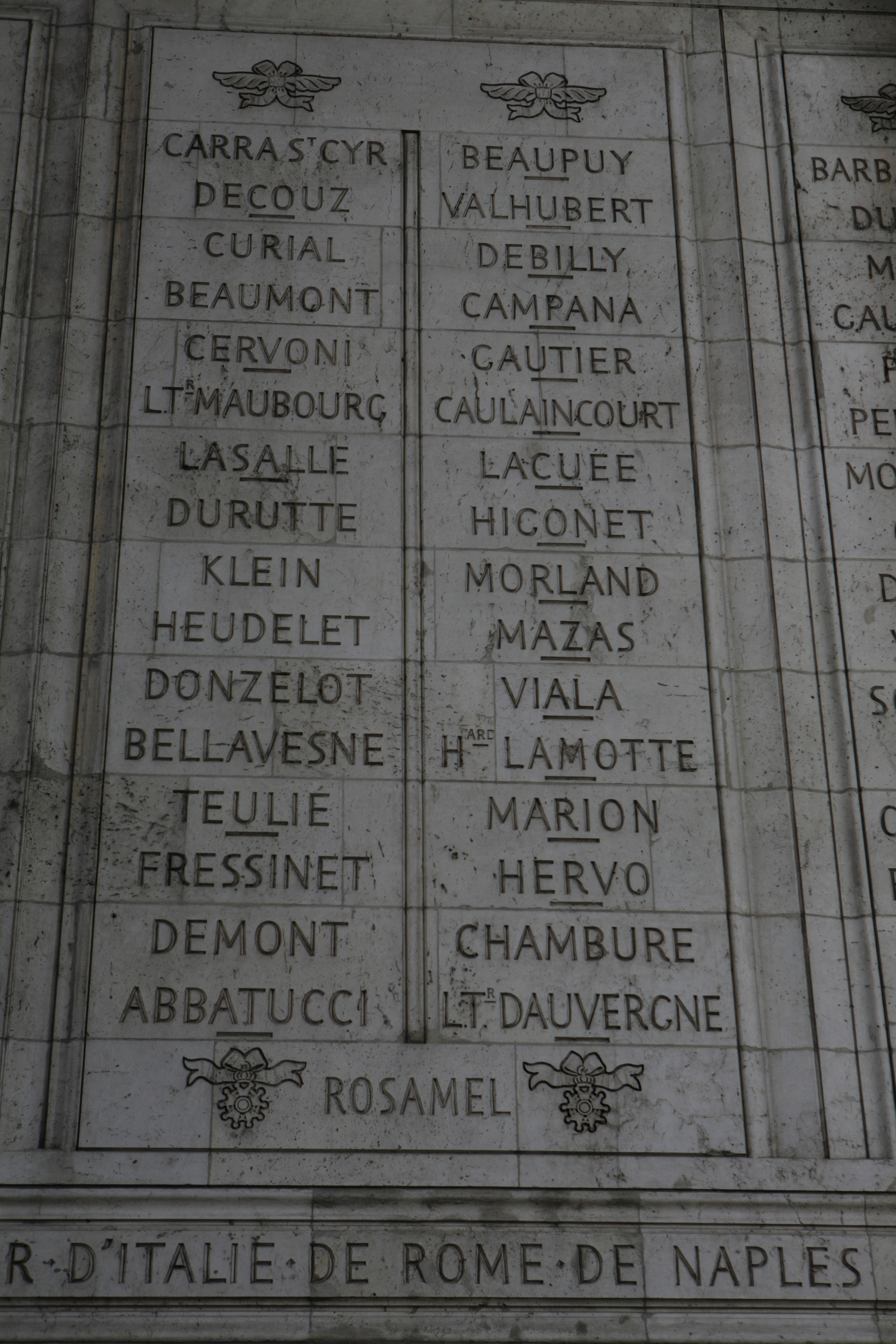
Noms gravés sous l'arc de triomphe de l'Étoile : pilier Est, 17e et.

### Distinctions
| Commandant de la Légion d'honneur |

- Légion d'honneur[2] :
  - Légionnaire (19 frimaire an XII), puis,
  - Officier (25 prairial an XII), puis,
  - Commandeur de la Légion d'honneur (2 septembre 1812).

### Hommages, honneurs, mentions...
- Il fait partie des 660 personnalités à avoir son nom gravé sous l’Arc de triomphe de l'Étoile. Il apparaît sur la 18e colonne (pilier Est) : l’Arc indique MARION).

### Armoiries
| Image | Blasonnement |
| ----- | --- |
|       | Armes du baron Marion et de l'Empire Écartelé au premier d'azur à quatre chevrons superposés d'or, au deuxième des barons tirés de l'armée ; au troisième d'argent à la fasce de gueules chargée de deux étoiles du champ et surmontée d'une grenade de sable, allumée de gueules au second point ; au quatrième d'azur au lion d'or tenant de la dextre un sabre et de la sénestre un bouclier d'argent,. - Livrée : les couleurs de l'écu ; le verd en bordure seulement. |

### Ascendance & postérité
- Fils d'André Marion et Thérèse Bastien, Charles Stanislas Marion épouse, à Mantoue[6], Elisabeth Alpago (Bellune, 21 juin 1775 - Paris, 28 novembre 1834), dont il a :
  - Charles Jean Victor (Charmes (Vosges), 24 novembre 1801 - La Flèche (Sarthe), 1er septembre 1813), 2e baron Marion ;
  - Charles Louis François (Saint-Martin-de-Ré (Charente-Maritime), 12 août 1803 - Bastia, 2 novembre 1866), 3e baron Marion, Saint-Cyrien (4e promotion : 1821-1823), général de division, commandeur de la Légion d'honneur (17 octobre 1857)[7], marié avec Louise Caroline (1816-1858), fille de Charles Sébastien Pierre Le Clerc de Juvigny, écuyer, gendarme de la garde du Roi, dont :
    - Angèle Louise Charlotte (1er septembre 1844 - 11 mars 1917), dame du palais de l’Impératrice Eugénie (1866)[n 1], mariée, le 10 janvier 1870 à Paris, avec Adolphe (1837-1877), comte Clary, dont postérité ;
    - Charlotte Léontine Claire (née le 28 janvier 1846) ;
    - Charles Louis Raoul (Sedan, 1er mai 1848 - Châteauvert, 18 novembre 1937), 4e baron Marion, général de division, marié, le 30 mars 1886 à Paris VIe, avec Solange Fabre (1860-1929), dont :
      - Postérité ;

    - Charles Léon (Lunéville, 13 février 1850 - Saint-Martin-d'Heuille, 27 juillet 1916), Saint-Cyrien (1869-1870 : promotion du 14 août 1870), chef d'escadron de dragons, commandant du dépôt de remonte d'Aurillac, chevalier de la Légion d'honneur (10 juillet 1894)[7], maire de Saint-Martin-d'Heuilles, marié le 16 octobre 1883, avec Noémie Jourdan du Mazot dont :
      - 1 garçon ;
      - 2 filles ;

    - Caroline (née le 2 novembre 1852) ;
    - Louise Eugénie (née le 26 novembre 1854) ;
    - Charles Eugène Napoléon René (né le 6 avril 1857).

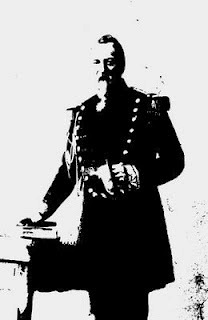
Charles Louis François (1803-1866), 3e baron Marion
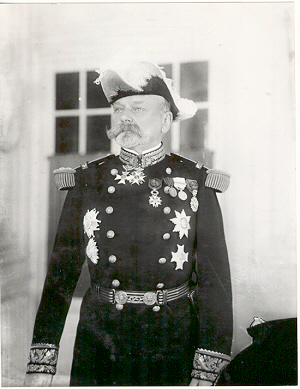
Charles Louis Raoul (1803-1866), 4e baron Marion

La descendance du général-baron Marion compte parmi les familles subsistantes de la noblesse d'Empire.